# 20-й избирательный округ (Прага 4)
20-й избирательный округ (Прага 4) — избирательный округ Сената Чехии, расположенный на территории Праги 4 (за исключением кадастровых районов Годковичка и Лготка).
В настоящий момент округ представляет беспартийный кандидат и первый заместитель председателя Сената Иржи Драгош, избранный при поддержке STAN, TOP 09, KDU-ČSL и Партии зелёных. Он также является председателем Комитета по образованию, науке, культуре, правам человека и петициям и членом Организационного комитета.

## Список представителей округа
| Выборы | Выборы | Сенатор                            | Сенатор            | Избирательная партия                  | Номинирующая партия | Политическая принадлежность | Сайт    |
| ------ | ------ | ---------------------------------- | ------------------ | ------------------------------------- | ------------------- | --------------------------- | ------- |
|        | 1996   |                                    | Зденек Клауснер    | ODS                                   | ODS                 | ODS                         | Профиль |
|        | 2000   |                                    | Йозеф Зеленец      | 4KOALICE                              | US                  | Беспартийный                | Профиль |
|        | 2004   |                                    | Франтишек Пржихода | ODS                                   | ODS                 | ODS                         | Профиль |
| 2006   |        | Томаш Топфер                       | ODS                | ODS                                   | Беспартийный        | Профиль                     |         |
|        | 2012   |                                    | Эва Сыкова         | ČSSD                                  | ČSSD                | Беспартийная                | Профиль |
|        | 2018   |                                    | Иржи Драгош        | STAN, TOP 09, KDU-ČSL, Партия зелёных | STAN                | Беспартийный                | Профиль |
|        | 2024   | STAN, TOP 09, KDU-ČSL, ODS, Piráti | Иржи Драгош        |                                       | STAN                | Беспартийный                |         |

## Явка избирателей
|  | Наибольшая явка избирателей |  | Наименьшая явка избирателей |

| Год  | % (1 тур) | % (2 тур) |
| ---- | --------- | --------- |
| 1996 | 46,86     | 40,94     |
| 2000 | 34,97     | —         |
| 2004 | 20,00     | 15,21     |
| 2006 | 41,93     | 25,48     |
| 2012 | 31,48     | 25,31     |
| 2018 | 45,06     | —         |
| 2024 | 29,59     | 18,77     |